# Galleta de azúcar

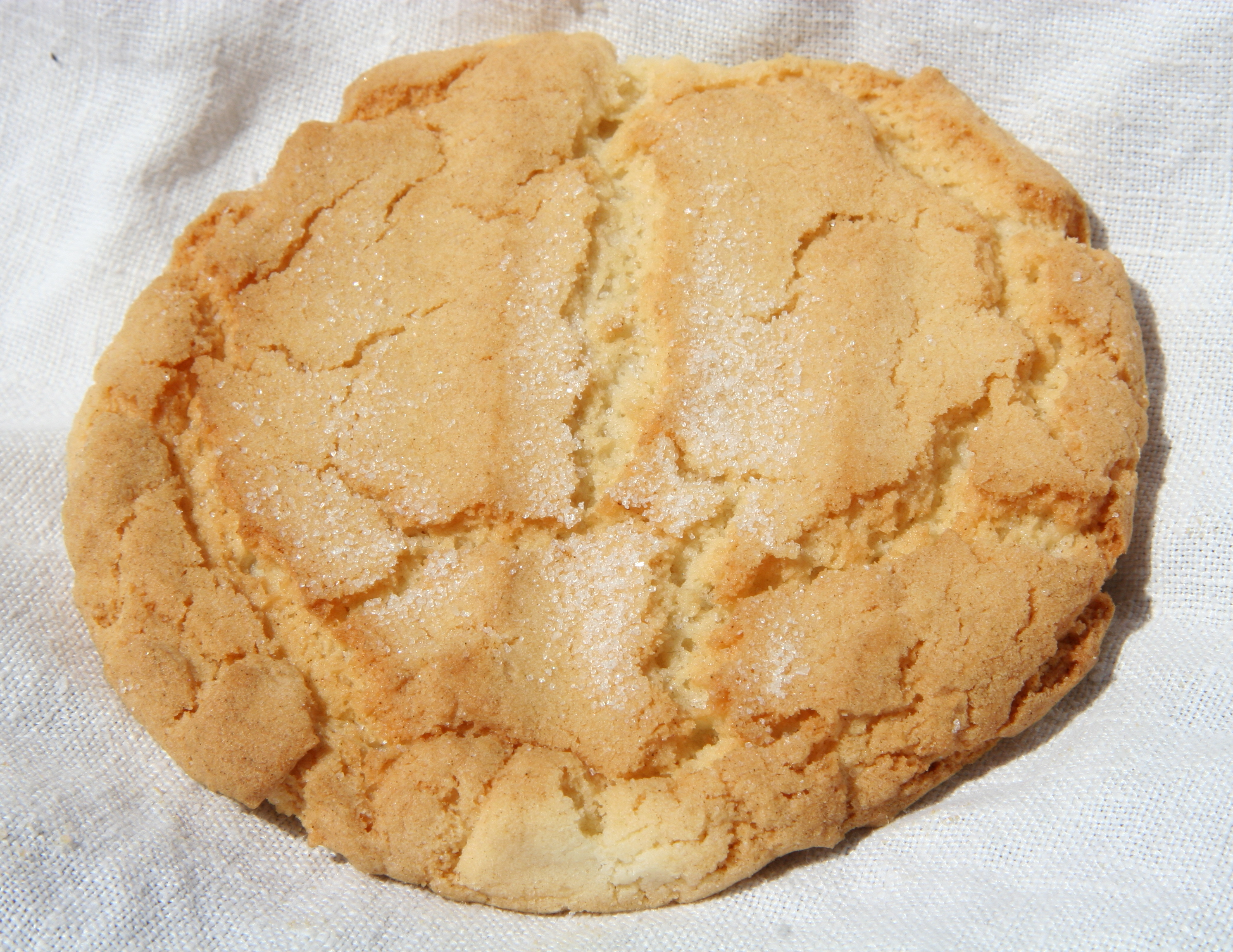
Galleta de azúcar plana.

Una galleta de azúcar es hecha de azúcar, harina, mantequilla, huevo, vainilla, y ya sea polvo de hornear o bicarbonato de sodio.
Las galletas de azúcar son formadas con la mano o laminada y cortada en formas. Comúnmente son decoradas con glaseados, gránulos o una combinación de ambos. En América del Norte, las galletas de azúcar decoradas son particularmente populares durante los días festivos como Navidad o Halloween.
A mediados de 1700, los colonos alemanes protestantes en el área de Nazareth perfeccionaron una receta de galleta de azúcar llamada la Galleta de Azúcar de Nazareth. El 5 de septiembre de 2001, el Estado de Pensilvania adoptaron la galleta de azúcar como su galleta oficial.
Las galletas de azúcar probablemente derivaron de una galleta anterior, una galleta sin levadura llamada jumble.